# Olga Chukanova
Olga Viktorovna Chukanova (em russo:  Ольга Викторовна Чуканова; Temirtau, 9 de junho de 1980) é uma ex-jogadora de voleibol da Rússia que competiu nos Jogos Olímpicos de 2004.
Em 2004, ela fez parte da equipe russa que conquistou a medalha de prata no torneio olímpico, no qual atuou em três partidas.